# Danasur
Danasur (arab. دناصور) – miejscowość w Egipcie, w muhafazie Al-Minufijja. W 2006 roku liczyło 9090 mieszkańców.